# Port Mourant
Port Mourant (dt.: „Sterbender Hafen“) ist eine Stadt an der Küste des Atlantik in der Region East Berbice-Corentyne von Guyana. Der Ort ist Geburtsort des Präsidenten Cheddi Jagan sowie berühmt für viele bekannte Cricketspieler von Guyana. Port Mourant war ursprünglich eine Zuckerplantage. Viele Bewohner sind selbstständig, aber die Zuckerindustrie ist noch immer ein wichtiger Arbeitgeber.

## Geographie
Port Mourant liegt in der Küstenebene und umfasst 15 Siedlungen, unter anderem Free Yard, Bound Yard, Portuguese Quarter, Bangladesh, Ankerville, Clifton, Tain, Miss Phoebe und John’s. Die Straßen sind nach dem Reißbrett angelegt. Bound Yard wurde nach den Indentured Labourers benannt, welche dort untergebracht waren. Wenn ihre Verträge ausgelaufen waren, zogen sie nach Free Yard. Weitere Siedlungen sind Rose Hall und Bloomfield village.

## Geschichte
Das Port Mourant Sugar Estate lag im damaligen Corantyne District. Mitte des 20. Jahrhunderts galt dieser Distrikt als der wohlhabendste Distrikt der zuckerproduzierenden Regionen, sowie als größter Reisproduzent und die fünf Plantagen unterhielten noch weitere Dienstleistungen, die unabhängig von der Zuckerindustrie waren und sich bei Port Mourant konzentrierten. Die Einwohner waren hauptsächlich Indo-Guyanese, und in kleinerem Umfang Afro-Guyanese. Die Stadt hatte eine eigene Fabrik zur Verarbeitung von Zuckerrohr. Diese wurde 1955 geschlossen.

## Bildung
Im Ort gibt es Kindergärten in Tain, Ankerville und Port Mourant. Grundschulen befinden sich in Tain und Port Mourant (früher: Anglican Elementary).
Weiterführende Schulen sind Joseph Chamberlain Chandisingh Secondary (früher Corentyne High School, Est. 1938), Port Mourant Secondary (früher: Roman Catholic Elementary) und Corentyne Comprehensive High School (früher: Compre/Rudra Nath High).
Außerdem gibt es einen Campus der University of Guyana in Tain (University of Guyana Berbice Campus, seit November 2000), und das GuySuCo Apprentice Training Centre.
Die ehemalige RN Persaud High School (Sideline Dam) war bis zu ihrer Schließung die erste weiterführende Schule in Berbice.

## Gesundheit
- Port Mourant Hospital eine Krankenhaus mit 53 Betten in Ankerville. Das Notfallzentrum wurde 2012 erweitert.[6] und ein Triage-Building wurde 2019 mit Hilfe durch internationale Spenden gebaut.[7]
- National Ophthalmology Centre eröffnet am 25. Juli 2009 für Guyana und das benachbarte Suriname.[8][9]
- Guysuco Dispensary (Apotheke) am Side Line Dam
- Johns’s Settlement Senior Citizens Home.

## Wirtschaft
Port Mourant verfügt über zwei große Märkte: Port Mourant Market und Tain Market. Beide sind hauptsächlich landwirtschaftliche Märkte, und der Port Mourant Market bietet auch zahlreiche Importwaren.
Die Guyana Bank for Trade and Industry hat eine Niederlassung in Port Mourant.
Mit deutscher Unterstützung soll 2023 eine Photovoltaikanlage errichtet werden.

### Kultur
Das Port Mourant Community Center Ground ist eine große Cricket-Anlage und der Port Mourant Club ist ein wichtiges regionales Team. Es gibt auch ein Volleyballteam.
Der Port Mourant Racetrack veranstaltet Pferderennen.
Das ehemalige Roopmahal Cinema in Miss Phoebe war eines der ältesten Kinos im Gebiet von Berbice bis zur Schließung 2013.

## Sehenswürdigkeiten
Auf dem Babu John Cemetery ist Cheddi Jagan und seine Frau Janet Jagan beigesetzt. Der Friedhof wurde erst aufgrund der zahlreichen Toten im Zusammenhang mit einer Grippeepidemie nach dem Zweiten Weltkrieg eingerichtet. Babu John, ein Zuckerpflanzer aus De Keneren, war der Friedhofsaufseher und als er starb, wurde der Friedhof nach ihm benannt.

## Religion
Im Ortsgebiet gibt es mehrere Hindu-Tempel: Miss Phoebe North Kali Temple, Free Yard Hindu Mandir, Shri Krishna Mandir (Miss Phoebe North), Vishnu Saanaatan Mandir, Maha Kali Mandir (Portuguese Quarter North), Miss Phoebe Hindu Mandir, Sideline Shiva Mandir und Tain Hindu Mandir.
Weitere Denominationen sind: God of the Change International Church Haswell, Tain Bible Church, Tain Living Water Assembly, Tain Seven Day Adventist, St. Joseph Anglican Church und St Francis Xavier Roman Catholic Church.
Islamische Moscheen sind Jama Masjid in Ankerville, Miss Phoebe Masjid und die islamische Schule in Train Line.
Außerdem gibt es die Guyana Hindu Dharmic Sabha (Bal Nivas) und das New Jersey Arya Samaj Mission Center.

## Klima
Nach dem Köppen-Geiger-System zeichnet sich Port Mourant durch ein tropisches Klima mit der Kurzbezeichnung Af aus.

## Persönlichkeiten
- Cheddi Jagan (1918–1997), Präsident von Guyana
- Lionel Luckhoo (1914–1997), Politiker und Rechtsanwalt
- Deborah Persaud (geb. 1960), Virologin
- Cricketspieler
  - Rohan Kanhai (geb. 1935)
  - Basil Butcher (1933–2019)
  - Joe Solomon (geb. 1930)
  - Alvin Kallicharran (geb. 1949)
  - Randolph Ramnarace (geb. 1941)
  - Ivan Madray (1934–2009)
  - John Trim (1915–1960).[2]